# Кёроглу (станция метро)
«Кёроглу» (азерб. Koroğlu) — станция первой (Красной) линии Бакинского метрополитена и станция второй (Зелёной) линии Бакинского метрополитена. Расположена между станциями «Улдуз» и «Кара Караев».

## Характеристика
Станция введена в эксплуатацию 6 ноября 1972 года в составе участка «Улдуз» — «Нефтчиляр».
Первое название «Мешади Азизбеков» (азерб. Məşədi Əzizbəyov) станция получила в честь революционера Мешади Азизбе́кова.
Станция является центром крупного пересадочного узла. Выходы со станции ведут к железнодорожной платформе «8-й километр» и к автостанции, связывающей центр города с крупными промышленными районами и пригородами.
«Кёроглу» — колонная станция мелкого заложения. Оформление станции сочетает в себе лёгкость конструкций и простоту оформления. Два ряда тонких колонн, обитых серебристо-белым гофрированным металлом держат на себе потолок станции. Путевые стены облицованы гранитом тёмных тонов, пол выстлан светлым мрамором, по которому проходит тёмная «змейка» из гранита. 
В ноябре 2011 года станция закрылась на реконструкцию, в ходе которой и получила современное название «Кёроглу» в честь героя тюркского эпоса.
При подъезде к станции в вагонах звучит фрагмент из увертюры «Кёроглу» (азерб. Koroğlu) композитора Узеира Гаджибекова.